# Електронний парамагнітний резонанс

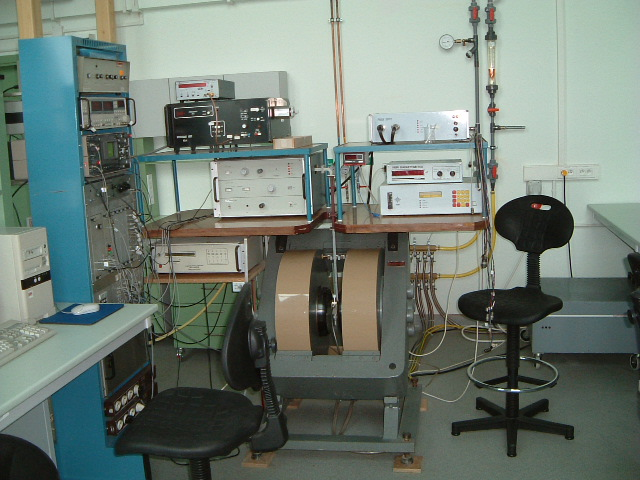
EPR спектрометр

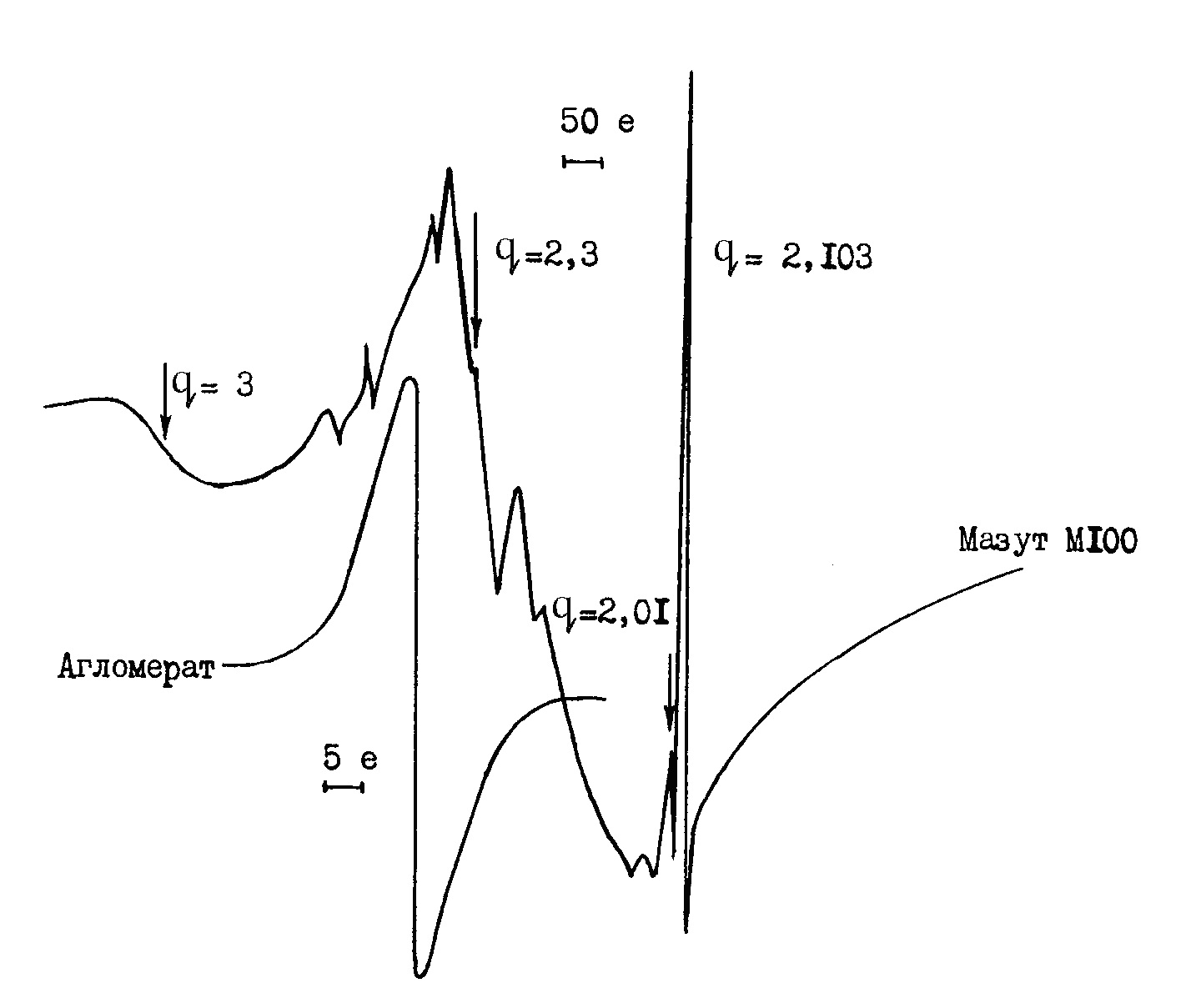
ЕПР-спектр.

Електронний парамагнітний резонанс (ЕПР) — фізичне явище, яке полягає у вибірковому поглинанні електромагнітних хвиль парамагнітною речовиною, яку помістили у зовнішнє магнітне поле. 

## Загальний опис
Явище ЕПР було відкрито Євгеном Завойським у Казанському університеті в Радянському Союзі в 1944 році. На основі цього явища було розроблено потужний спектроскопічний метод дослідження магнітних властивостей матеріалів.
Поглинання відбувається за рахунок переходів електронів між енергетичними рівнями, що виникають за рахунок взаємодії електронних спінів із зовнішнім магнітним полем (Ефект Зеемана). Явище ЕПР виникає якщо в речовині наявні неспарені електрони, носіями яких можуть бути іони перехідних елементів або радикали хімічних сполук.  ЕПР можна також спостерігати і коли атоми чи молекули речовини мають лише спарені електрони. У цьому випадку, однак, вони повинні знаходитись у стані з високим спіном, наприклад, у триплетному стані. Такі експерименти є складнішими з огляду на те, що триплетні стани досить швидко загасають.
Типові ЕПР частоти лежать у мікрохвильовому діапазоні тобто від 1 до 1000 GHz. З теоретичної точки зору явище ЕПР дуже подібне до явища ядерного магнітного резонансу.

## Технічні деталі
- На практиці записують та аналізують першу похідну спектру.
- ЕПР надзвичайно чутливий метод (до 10-16), оскільки природний фон вільних радикалів мізерний.
- Для ЕПР сила магнітного поля потрібна в 660 раз нижча, ніж для ЯМР тієї ж робочої частоти, оскільки маса електрона менша, ніж протона
- Сигнал ЕПР органічних радикалів зазвичай розщеплений за рахунок взаємодії спіну неспареного електрона та сусідніх ядер (протонів, 14N, та інших)
- На відміну від ЯМР в молекулі зазвичай спостерігають тільки один ЕПР-сигнал (монорадикал).